# Departamento Penitenciário Nacional
O Departamento Penitenciário Nacional (DEPEN) é um órgão cuja atuação se dá na área de segurança pública, especificamente na execução penal nacional, e é subordinado ao Ministério da Segurança Pública. O DEPEN tem as seguintes competências: a) responsável por acompanhar a fiel aplicação das normas de execução penal em todo o Território Nacional; b) inspecionar e fiscalizar periodicamente os estabelecimentos e serviços penais; c) assistir tecnicamente as Unidades Federativas na implementação dos princípios e regras estabelecidos nesta Lei; d) colaborar com as Unidades Federativas mediante convênios, na implantação de estabelecimentos e serviços penais; e) colaborar com as Unidades Federativas para a realização de cursos de formação de pessoal penitenciário e de ensino profissionalizante do condenado e do internado; f) estabelecer, mediante convênios com as unidades federativas, o cadastro nacional das vagas existentes em estabelecimentos locais destinadas ao cumprimento de penas privativas de liberdade aplicadas pela justiça de outra unidade federativa, em especial para presos sujeitos a regime disciplinar; g) coordenação e supervisão dos estabelecimentos penais e de internamento federais. O DEPEN também é responsável pela manutenção administrativa-financeira do Conselho Nacional de Política Criminal e Penitenciária - CNPCP e pela gestão do Fundo Penitenciário Nacional - FUNPEN.
O DEPEN está divido em um gabinete, uma ouvidoria e três diretorias, a saber: Diretoria-Executiva, Diretoria de Políticas Penitenciárias, Diretoria do Sistema Penitenciário Federal.

## Atribuições
As atribuições do DEPEN são as estabelecidas no art. 72 da Lei n.º 7.210 de 11 de julho de 1984 e no artigo 28 do Anexo I do DECRETO Nº 9.150, DE 4 DE SETEMBRO DE 2017:
I - planejar e coordenar a política nacional de serviços penais;
II - acompanhar a aplicação fiel das normas de execução penal no território nacional;
III - inspecionar e fiscalizar periodicamente os estabelecimentos e os serviços penais;
IV - assistir tecnicamente os entes federativos na implementação dos princípios e das regras da execução penal;
V - colaborar com os entes federativos quanto:
a) à implantação de estabelecimentos e serviços penais;
b) à formação e à capacitação permanente dos trabalhadores dos serviços penais; e c) à implementação de políticas de educação, saúde, trabalho, assistência cultural e respeito à diversidade, para promoção de direitos das pessoas privadas de liberdade e dos egressos do sistema prisional;
VI - coordenar e supervisionar os estabelecimentos penais e de internamento federais;
VII - processar, analisar e encaminhar, na forma prevista em lei, os pedidos de indultos individuais;
VIII - gerir os recursos do Fundo Penitenciário Nacional;
IX - apoiar administrativa e financeiramente o Conselho Nacional de Política Criminal e Penitenciária; e
X - autorizar os planos de correição periódica e determinar a instauração de procedimentos disciplinares no âmbito do Departamento.

## Cargos
Os cargos no Depen são divididos em três carreiras, a saber: carreira de Agente Federal de Execução Penal que foi criada através da Lei n.º 10.693 de 25 de junho de 2003 (alterada pela lei Nº 13.327, DE 29 DE JULHO DE 2016) e as carreiras de Especialista Federal em Assistência à Execução Penal e Técnico Federal de Apoio à Execução Penal que foram criadas pela Lei n.º 11.907 de 2 de fevereiro de 2009 (também alteradas pela Lei Nº 13.327, DE 29 DE JULHO DE 2016).
Os agentes federais de execução penal, especialistas e técnicos passam por uma rigorosa seleção, feita por meio de concurso público, com capacitação teórica e prática que geralmente ocorre na Academia Nacional de Polícia (Brasília - DF) ou na Academia Nacional da Polícia Rodoviária Federal (Florianópolis - SC), antes de serem designados aos seus respectivos locais de trabalho, nos presídios federais.
O Governo Federal é responsável pelo treinamento, remuneração e a concessão de equipamentos aos policiais, aos especialistas e técnicos..

## Sistema Penitenciário Federal
Foi criado em 2006, com a finalidade de abrigar presos de alta periculosidade, com a construção e gerenciamento de presídios de segurança máxima no território brasileiro.
As penitenciárias federais do Brasil, cada uma com capacidade para 208 presos, apresentam o que há de mais moderno no sistema de vigilância em presídios, como equipamentos que identificam drogas e explosivos nas roupas dos visitantes, detectores de metais, câmeras escondidas, sensores de presença, entre outras tecnologias. Cada preso é confinado em celas individuais, sendo monitorado 24 horas por dia, por um circuito de câmeras em tempo real

## Videoconferência
Sancionado pelo presidente Luiz Inácio Lula da Silva, a Lei 11.900/09 permite o uso de videoconferência em tempo real, para o interrogatório de presos, sem que estes deixem os estabelecimentos prisionais, podendo ser usado quando houver risco à segurança pública, ou quando da impossibilidade do comparecimento do preso em juízo.